# Eckerökoncernen
Eckerökoncernen är en åländsk rederikoncern med huvudkontor i Mariehamn. Koncernen består av moderbolaget Rederiaktiebolaget Eckerö och fem dotterbolag. Bolagets hemort är Eckerö.

## Verksamhet
Eckerökoncernen bedriver färje- och kryssningstrafik på Ålands hav och Finska viken, samt frakttrafik mellan Finland, Sverige och övriga Europa. Koncernen omfattar även ett bussbolag.
Företaget grundades den 2 mars 1961. År 2019 bestod flottan av sju fartyg. Under 2018 reste 3,4 miljoner passagerare med koncernens tre passagerarfartyg. Samma år hade koncernen i genomsnitt 1173 anställda: 858 till sjöss och 315 i landorganisationen.

## Dotterbolag
- Eckerö Linjen. Bedriver passagerar- och godstrafik mellan Grisslehamn i Sverige och Eckerö på Åland.
- Eckerö Line. Trafikerar rutten mellan Helsingfors och Tallinn.
- Birka Cruises. Drev kryssningar mellan Stockholm och Mariehamn fram till 2020.
- Eckerö Shipping. Bedriver ro-ro-trafik inriktad på exportindustrin.
- Williams Buss. Bedriver linje- och chartertrafik med buss.

Tidigare ingick skeppsvarvet Algots varv i koncernen, men det såldes 2008.  
Eckerökoncernen äger även 29 procent av Eckeröhallen Ab.

## Flotta
- M/S Eckerö
- M/S Exporter
- M/S Finbo Cargo
- M/S Finlandia
- M/S Shipper
- M/S Transporter